# Hermann Delpech
Pour les articles homonymes, voir Delpech.
Hermann Delpech, né à Bordeaux le 6 août 1864 où il est mort en 1945, est un peintre français.

## Biographie
Élève de Gustave Boulanger et de Jean-Léon Gérôme, membre du Salon des artistes français, il y obtient une médaille de bronze en 1914.